# باولا أريناس
باولا أريناس (بالإسبانية: Paula Arenas)‏ هي مغنية كولومبية، ولدت في 1 مايو 1988 في بوغوتا في كولومبيا.

## وصلات خارجية
- الموقع الرسمي